# Crassula cooperi
Crassula cooperi là một loài thực vật có hoa trong họ Crassulaceae. Loài này được Regel miêu tả khoa học đầu tiên năm 1874.